# Ladaux
Ladaux est une commune du Sud-Ouest de la France située dans le département de la Gironde, en région Nouvelle-Aquitaine.
Ses habitants sont appelés les Ladauciens.

## Géographie

### Localisation
Cette commune rurale de l'Entre-deux-Mers se trouve à 38 km au sud-est de Bordeaux, chef-lieu du département, à 20 km au nord de Langon, chef-lieu d'arrondissement et à 5 km au sud-sud-est de Targon, ancien chef-lieu de canton.

### Communes limitrophes
Les communes limitrophes sont  Escoussans, Montignac, Porte-de-Benauge, Soulignac et Targon.
| Targon    |            | Montignac        |
| Soulignac | Ladaux     |                  |
|           | Escoussans | Porte-de-Benauge |

### Climat
Pour des articles plus généraux, voir Climat de la Nouvelle-Aquitaine et Climat de la Gironde.
Historiquement, la commune est exposée à un climat océanique aquitain.  
En 2020, Météo-France publie une typologie des climats de la France métropolitaine dans laquelle la commune est exposée à un climat océanique et est dans la région climatique  Aquitaine, Gascogne, caractérisée par une pluviométrie abondante au printemps, modérée en automne, un faible ensoleillement au printemps, un été chaud (19,5 °C), des vents faibles, des brouillards fréquents en automne et en hiver et des orages fréquents en été (15 à 20 jours).
Pour la période 1971-2000, la température annuelle moyenne est de 13 °C, avec une amplitude thermique annuelle de 15,1 °C. Le cumul annuel moyen de précipitations est de 856 mm, avec 11,8 jours de précipitations en janvier et 6,6 jours en juillet. Pour la période 1991-2020, la température moyenne annuelle observée sur la station météorologique la plus proche, située sur la commune de Saint-Sulpice-de-Pommiers à 11 km à vol d'oiseau, est de 13,8 °C et le cumul annuel moyen de précipitations est de 764,8 mm,. Pour l'avenir, les paramètres climatiques de la commune estimés pour 2050 selon différents scénarios d’émission de gaz à effet de serre sont consultables sur un site dédié publié par Météo-France en novembre 2022.

## Urbanisme

### Typologie
Au 1er janvier 2024, Ladaux est catégorisée commune rurale à habitat dispersé, selon la nouvelle grille communale de densité à sept niveaux définie par l'Insee en 2022.
Elle est située hors unité urbaine et hors attraction des villes,.

### Occupation des sols

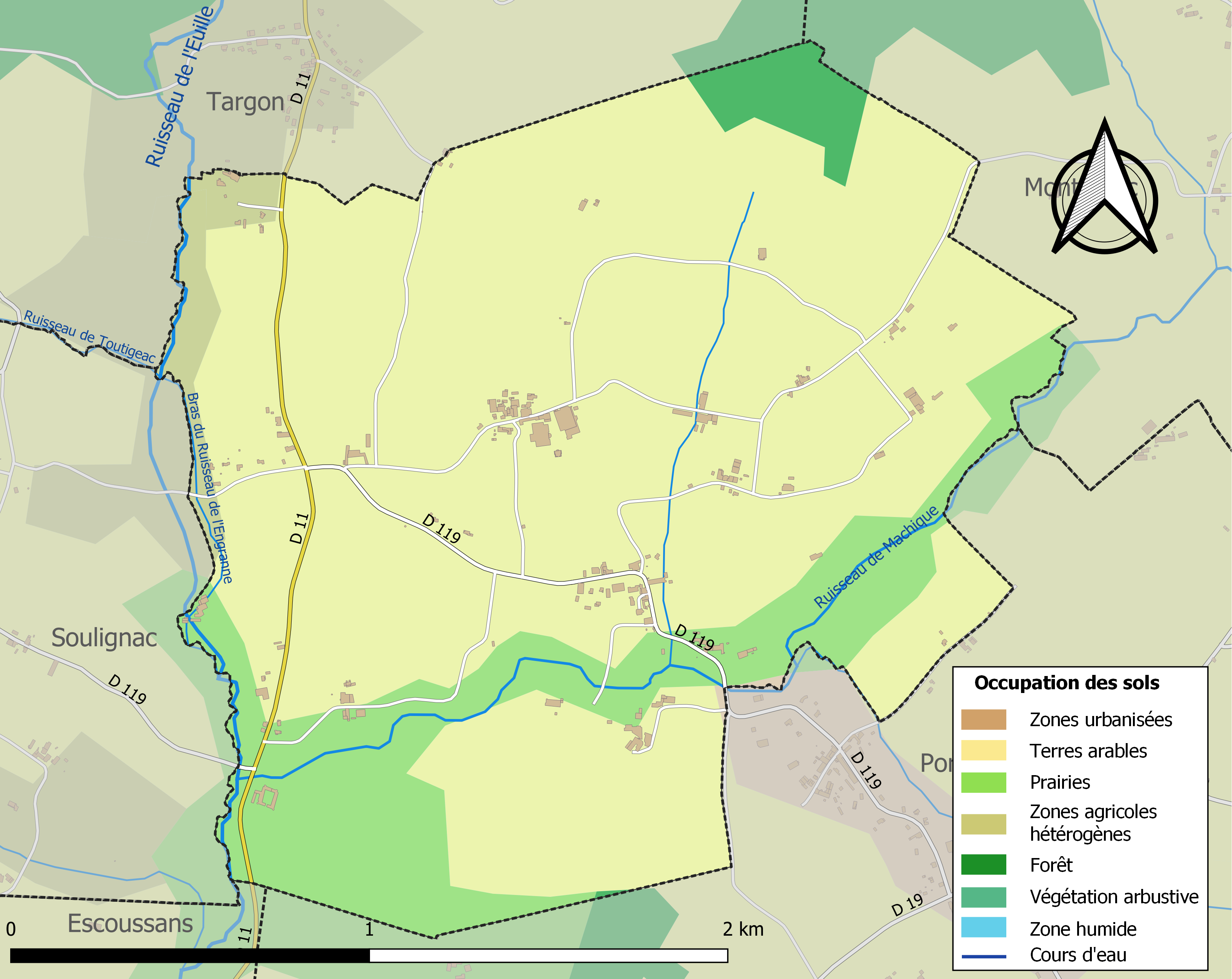
Carte des infrastructures et de l'occupation des sols de la commune en 2018 (CLC).

L'occupation des sols de la commune, telle qu'elle ressort de la base de données européenne d’occupation biophysique des sols Corine Land Cover (CLC), est marquée par l'importance des territoires agricoles (97,7 % en 2018), une proportion sensiblement équivalente à celle de 1990 (98 %). La répartition détaillée en 2018 est la suivante : 
cultures permanentes (78,4 %), prairies (17,3 %), zones agricoles hétérogènes (2,1 %), forêts (2 %), zones urbanisées (0,3 %). L'évolution de l’occupation des sols de la commune et de ses infrastructures peut être observée sur les différentes représentations cartographiques du territoire : la carte de Cassini (XVIIIe siècle), la carte d'état-major (1820-1866) et les cartes ou photos aériennes de l'IGN pour la période actuelle (1950 à aujourd'hui).

### Voies de communication et transports
La principale voie de communication routière est la route départementale D119 qui traverse le village et mène vers l'ouest à la route départementale D11 (Targon au nord et Cadillac-sur-Garonne au sud-ouest) qui traverse l'ouest du territoire communal puis à Soulignac et vers l'ouest à Cantois.
L'accès à l'autoroute A62 (Bordeaux-Toulouse) le plus proche est le no 2 de Podensac qui se situe à 17 km vers le sud-ouest.

L'accès no 1 de Bazas à l'autoroute A65 (Langon-Pau) se situe à 34 km vers le sud.

L'accès le plus proche à l'autoroute A89 (Bordeaux-Lyon) est celui de l'échangeur autoroutier avec la route nationale 89 qui se situe à 25 km vers le nord.
La gare SNCF la plus proche est celle, distante de 14 km par la route vers le sud-ouest, de Cérons sur la ligne Bordeaux-Sète du TER Nouvelle-Aquitaine. Sur la même ligne mais offrant plus d'opportunités de liaisons, la gare de Langon se situe à 20 km par la route vers le sud.

### Risques majeurs
Le territoire de la commune de Ladaux est vulnérable à différents aléas naturels : météorologiques (tempête, orage, neige, grand froid, canicule ou sécheresse), inondations et séisme (sismicité très faible). Un site publié par le BRGM permet d'évaluer simplement et rapidement les risques d'un bien localisé soit par son adresse soit par le numéro de sa parcelle.
La commune a été reconnue en état de catastrophe naturelle au titre des dommages causés par les inondations et coulées de boue survenues en 1982, 1999 et 2009,.

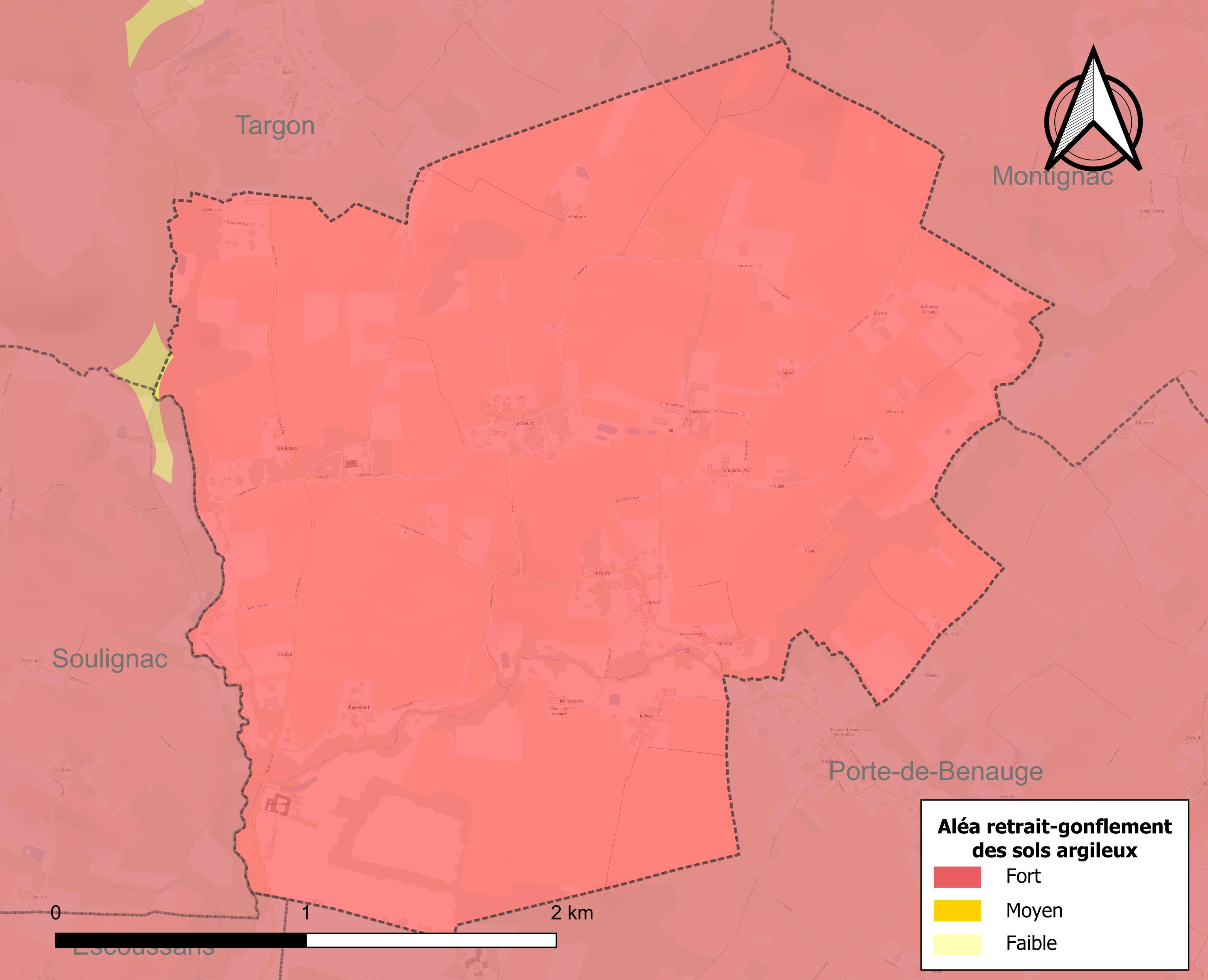
Carte des zones d'aléa retrait-gonflement des sols argileux de Ladaux.

Le retrait-gonflement des sols argileux est susceptible d'engendrer des dommages importants aux bâtiments en cas d’alternance de périodes de sécheresse et de pluie. La totalité de la commune est en aléa moyen ou fort (67,4 % au niveau départemental et 48,5 % au niveau national). Sur les 90 bâtiments dénombrés sur la commune en 2019, 90 sont en aléa moyen ou fort, soit 100 %, à comparer aux 84 % au niveau départemental et 54 % au niveau national. Une cartographie de l'exposition du territoire national au retrait gonflement des sols argileux est disponible sur le site du BRGM,.
Par ailleurs, afin de mieux appréhender le risque d’affaissement de terrain, l'inventaire national des cavités souterraines permet de localiser celles situées sur la commune.
Concernant les mouvements de terrains, la commune a été reconnue en état de catastrophe naturelle au titre des dommages causés par des mouvements de terrain en 1999.

## Histoire

### Préhistoire
La grotte de Haurets est un site du Châtelperronien,,,,,.
Le niveau châtelperronien est marqué par une association lithique faite de formes moustériennes, de pointes du type de Châtelperron, de « lames à gorges » et de grattoirs du « type de Tarté ». Cette association a également été rencontrée à 
Châtelperron, 
Germolles, 
la Roche-au-Loup, 
la Ferrassie.
Gargas,.
Selon Breuil (1911), la zone du porche a livré des pointes à dos de type Châtelperron associées à des racloirs et à un fragment de lame étranglée.

### Temps modernes
À la Révolution, la paroisse Saint-Martin de Ladaux forme la commune de Ladaux.

## Politique et administration
| Période                                  | Période                     | Identité           | Étiquette | Qualité    |
| ---------------------------------------- | --------------------------- | ------------------ | --------- | ---------- |
| Les données manquantes sont à compléter. |                             |                    |           |            |
| mars 2001                                | mars 2014                   | Jean-Louis Mandrau |           |            |
| mars 2014                                | En cours (au 30 avril 2014) | Christophe Serena  |           | Commerçant |

## Démographie
L'évolution du nombre d'habitants est connue à travers les recensements de la population effectués dans la commune depuis 1793. Pour les communes de moins de 10 000 habitants, une enquête de recensement portant sur toute la population est réalisée tous les cinq ans, les populations de référence des années intermédiaires étant quant à elles estimées par interpolation ou extrapolation. Pour la commune, le premier recensement exhaustif entrant dans le cadre du nouveau dispositif a été réalisé en 2004.

En 2022, la commune comptait 187 habitants, en évolution de −4,59 % par rapport à 2016 (Gironde : +6,91 %, France hors Mayotte : +2,11 %).
| 1793 | 1800 | 1806 | 1821 | 1831 | 1836 | 1841 | 1846 | 1851 |
| ---- | ---- | ---- | ---- | ---- | ---- | ---- | ---- | ---- |
| 263  | 307  | 308  | 293  | 269  | 272  | 287  | 262  | 255  |

| 1856 | 1861 | 1866 | 1872 | 1876 | 1881 | 1886 | 1891 | 1896 |
| ---- | ---- | ---- | ---- | ---- | ---- | ---- | ---- | ---- |
| 251  | 279  | 297  | 287  | 270  | 254  | 227  | 248  | 229  |

| 1901 | 1906 | 1911 | 1921 | 1926 | 1931 | 1936 | 1946 | 1954 |
| ---- | ---- | ---- | ---- | ---- | ---- | ---- | ---- | ---- |
| 245  | 250  | 220  | 226  | 217  | 227  | 222  | 219  | 235  |

| 1962 | 1968 | 1975 | 1982 | 1990 | 1999 | 2004 | 2006 | 2009 |
| ---- | ---- | ---- | ---- | ---- | ---- | ---- | ---- | ---- |
| 216  | 234  | 200  | 180  | 165  | 186  | 185  | 186  | 204  |

| 2014 | 2019 | 2022 | - | - | - | - | - | - |
| ---- | ---- | ---- | - | - | - | - | - | - |
| 198  | 194  | 187  | - | - | - | - | - | - |

## Lieux et monuments
- L'église Saint-Martin, construite au XIIIe siècle et fortifiée et surélevée au XVIe siècle, est inscrit au titre des monuments historiques depuis 1925[35].
- Fontaine dédiée à saint Clair face à la mairie. Dans le village, une légende raconte que l'eau de la fontaine aurait le pouvoir de rendre la vue.
- Château d'Hories (ou Orries) du XVIIe siècle[36].. Propriété appartenant jusqu'à la Révolution à la famille de Baritault du Carpia, puis vendue comme bien national. Rachetée en 2013 par la famille de Baritault du Carpia.

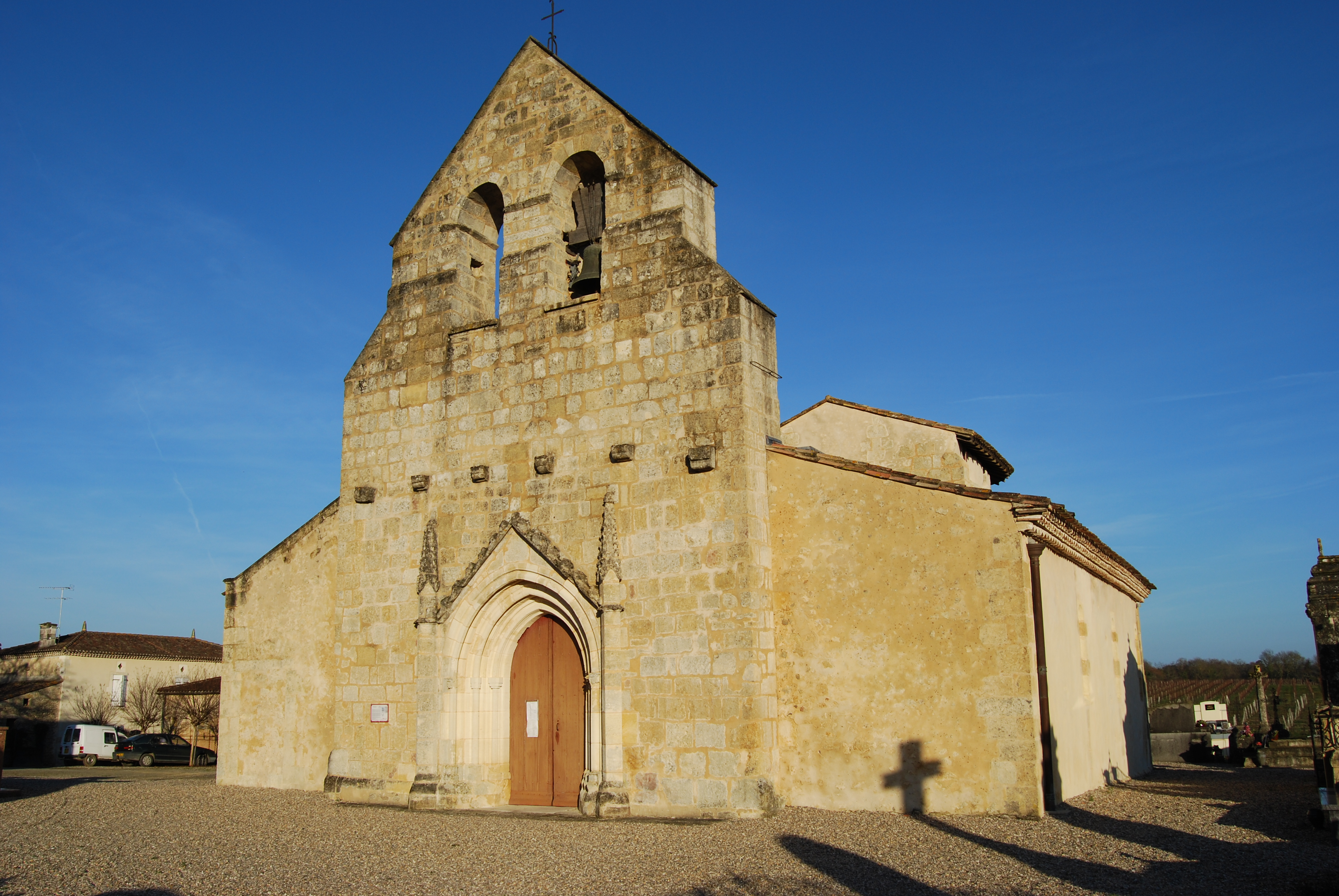
Vue ouest de l'église Saint-Martin (déc. 2012)
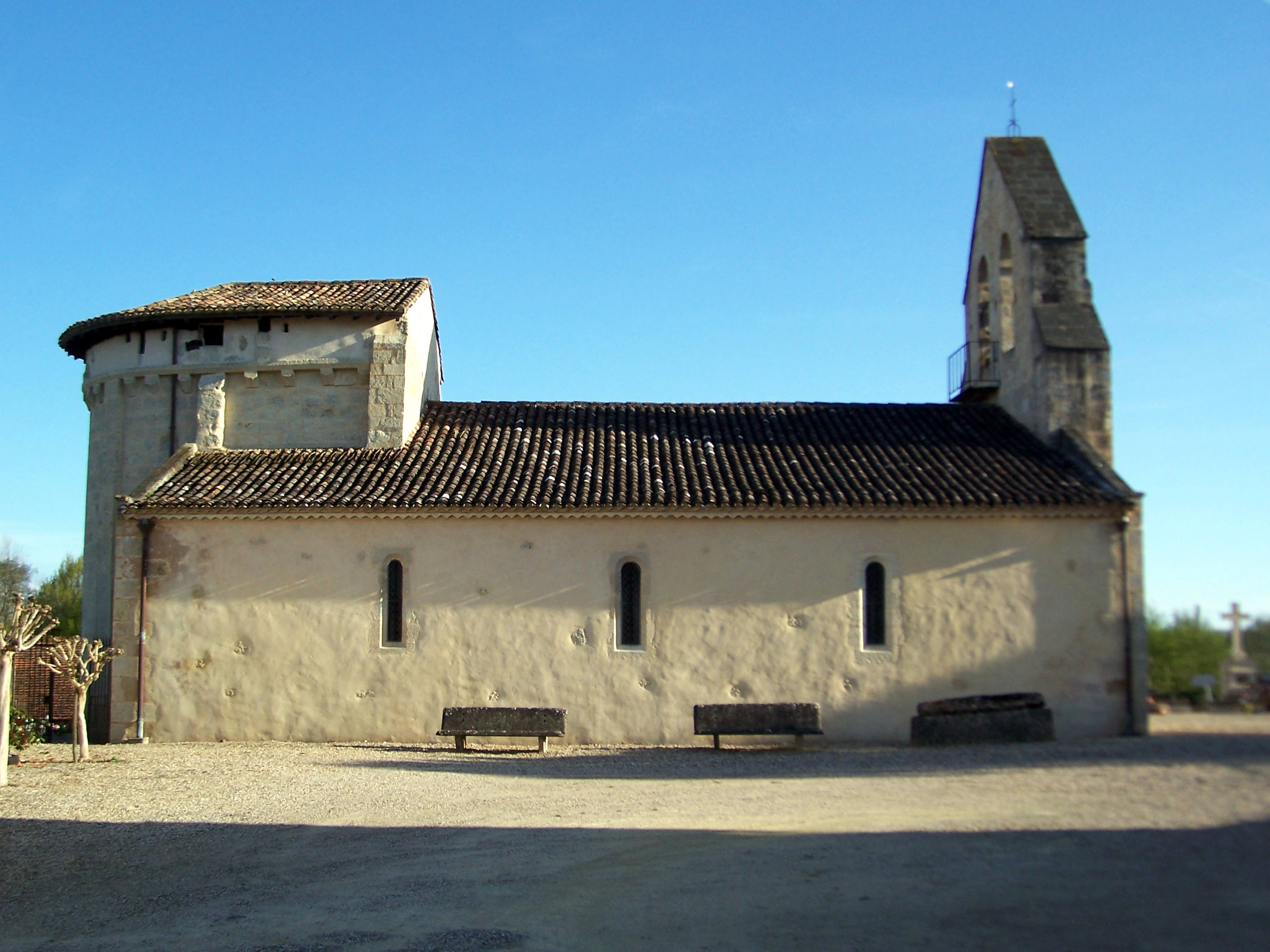
Vue latérale nord de l'église (avr. 2013)
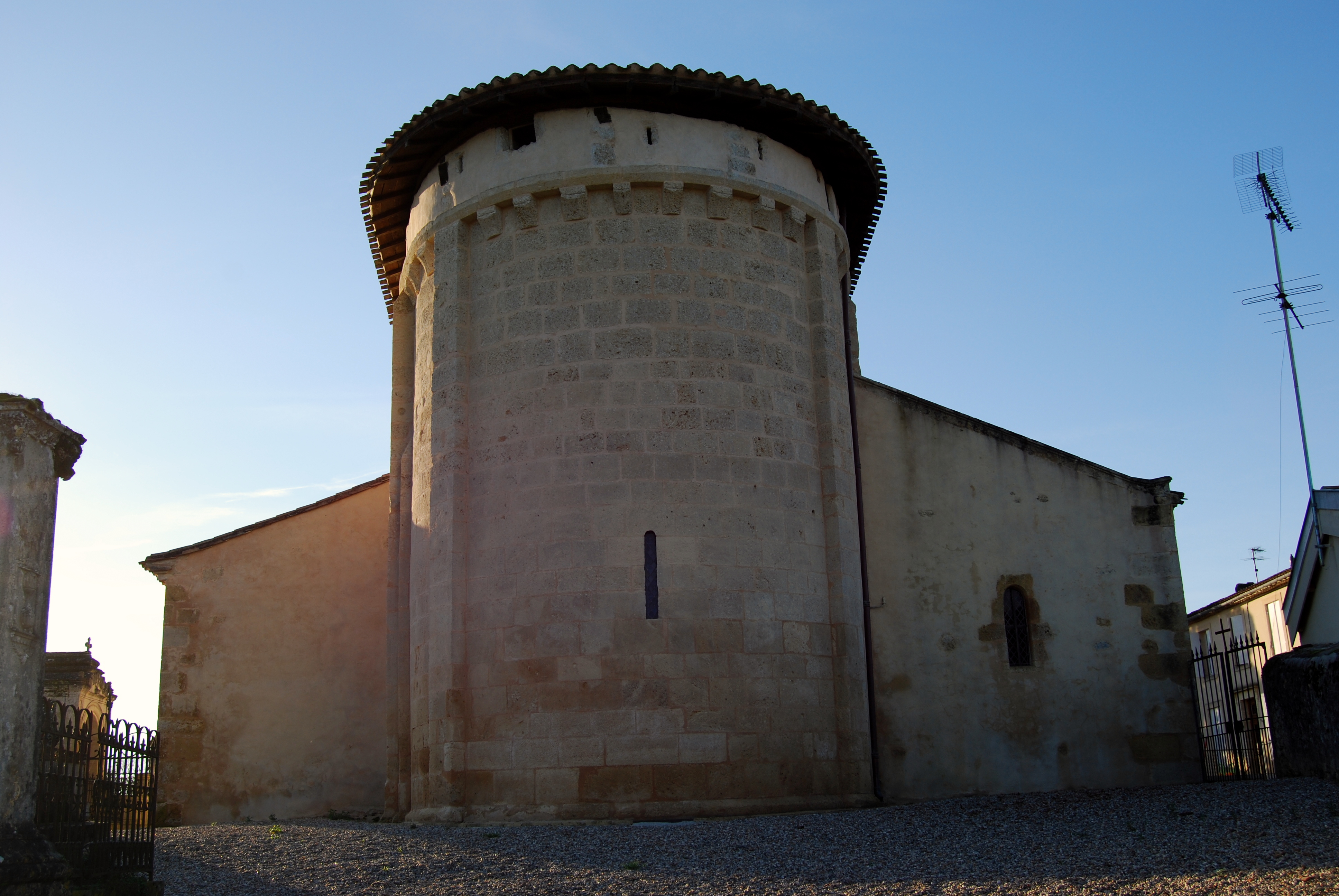
Le chevet (déc. 2012)
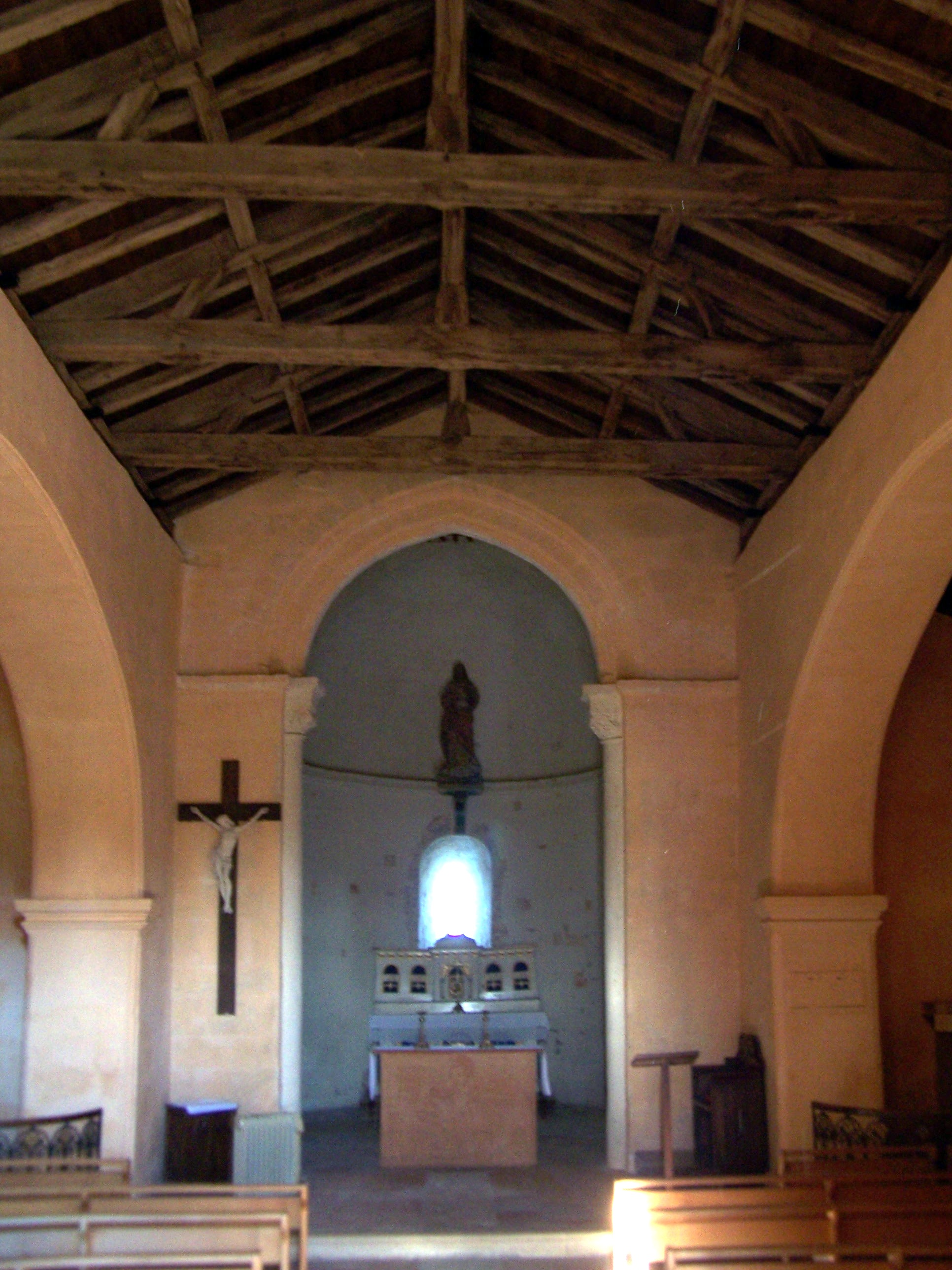
La nef (avr. 2013)
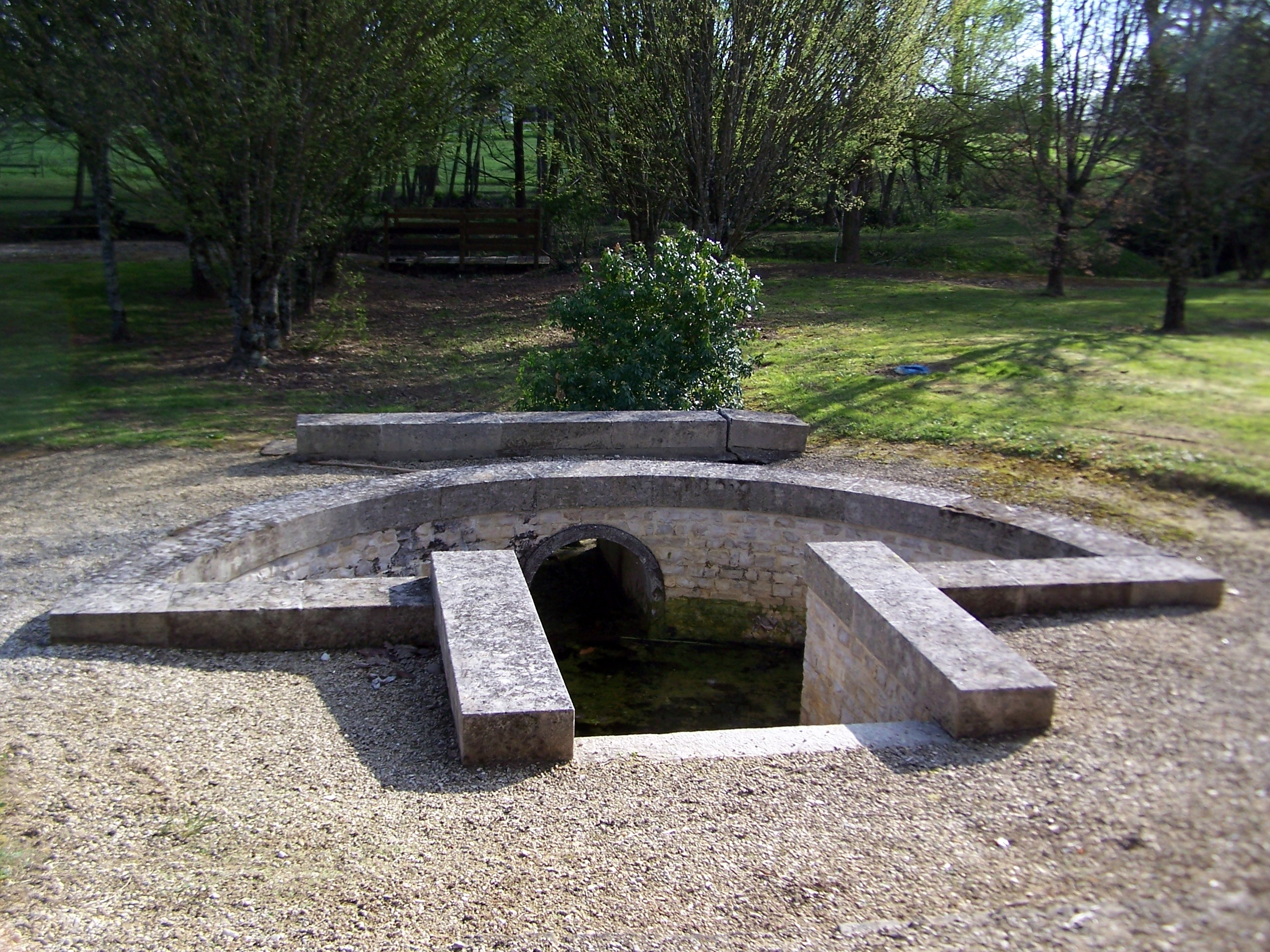
Fontaine Saint-Clair face à la mairie (avr. 2013)
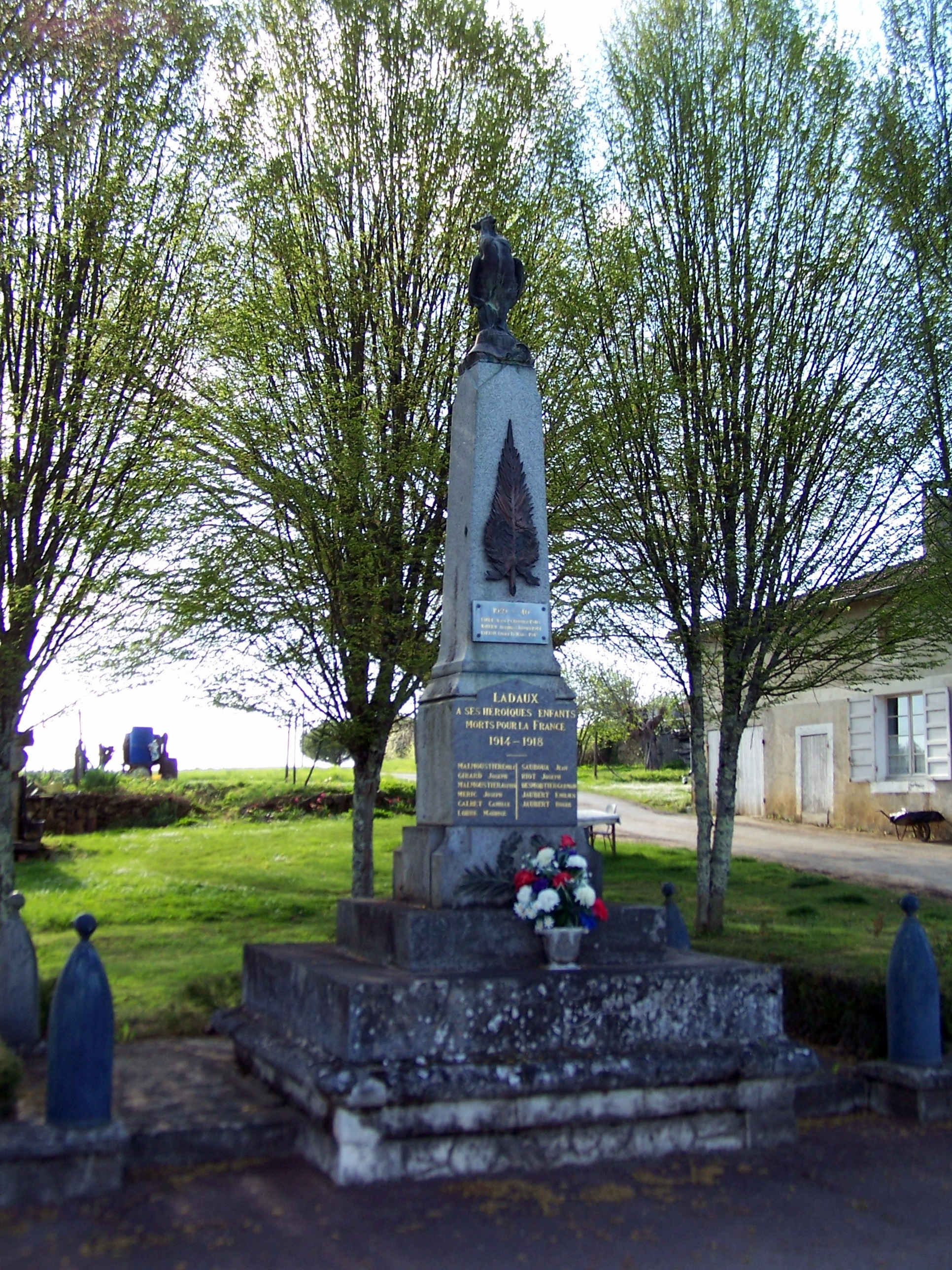
Le monument aux morts sur une place près de l'église (avr. 2013)

## Personnalités liées à la commune
- Armand Caduc (1818-1902), avocat et homme politique, député puis sénateur de la Gironde.
- Laurence Postigo, professeure de luth au département musique ancienne du conservatoire à rayonnement régional Jacques Thibaud de Bordeaux, et ses nombreux chats.